# Гревенс (дворянский род)
Гревенс — дворянский род.
Ветвь фамилии Гревениц восходит к столповым дворянам поселившихся в Пруссии.
В Российской Империи род Гревенсов происходит от дворянина поручика Ильи Германа фон Гревеница, который в 1731 году получив от Прусского Короля Вильгельма увольнение от воинской службы переехал в Россию. В 1732 году он был назначен обер-комендантом в Иркутске и умер в 1770 году. При поступлении на службу в России его фамилия по ошибке была записана как Гревенс, вместо Гревениц. Его потомство внесено в IV часть родословной книги Тверской губернии.

## Описание герба
На серебряном поле горизонтально изображен пень с листьями, два вверху и один внизу.
На щите дворянский коронованный шлем. Нашлемник: кабан, стоящий на пне с тремя листьями. Намёт на щите серебряный, подложенный красным. Герб рода Гревенс внесён в Часть 6 Общего гербовника дворянских родов Всероссийской империи, стр. 149.
- Гревенс, Иван Ильич (? — после 1803) — санкт-петербургский губернатор (1797—1798), действительный статский советник.
- Гревенс, Карл Ильич (? — 1821) — капитан 1-го ранга; Георгиевский кавалер.
  - Гревенс, Александр Карлович (? — после 1862) — капитан 1-го ранга
  - Гревенс, Илья Карлович (? — до 1871) — российский контр-адмирал.
  - Гревенс, Николай Карлович (? — 1900) — российский контр-адмирал.